# Штраупайте, Даля
Даля Штраупайте (лит. Dalia Štraupaitė, 6 февраля 1959, Дукштас, Игналинский район) — политик и общественный деятель Литвы, с 2011 года до 2019 года мэр Висагинского самоуправления.

## Биография
До 1965 года росла в городе Тяльшяй, в 1977 году окончила среднюю школу в Дукштасе. В 1983 году окончила Вильнюсский университет, специализация — историк-библиограф.
В 1983—1990 годах председатель исполнительного комитета, в 1990—1995 годах мэр Дукштаса и депутат совета Игналинского района, с 1997 года член Совета города Висагинаса, а в 2003—2011 годах заместитель мэра Висагинаса. С 2011 по 2019 год мэр Висагинского самоуправления
С 2003 года — член партии Союз либералов и центра, с 2005 года координатор Секретариата партии, председатель отдела партии в Висагинасе.
Президент Федерации акробатики Литвы. Дочь — Виктория Селюковайте.